# Сиджил
Сиджилът е кадийска книга в Османската империя, входящо-изходящ дневник, регистър, в който се записват решенията на кадиите, както и преписи на документите, изпращани им от централната власт. Сиджилите са сред основните извори за изследване на социално-икономическата история на Османската империя.
Сиджилите обединяват различни видове документи - съдебни решения, уреждане на семейно-брачни отношения, преписи от разпореждания на върховното управление на империята, изпращани до кадиите или до други органи на местно управление, документи, свързани с покупко-продажби, замяна, наем, ипотекиране и наследяване на недвижими имоти, решения за нормирани цени на стоки от първа необходимост и други стоки и т.н..